# Boston, Davao Oriental

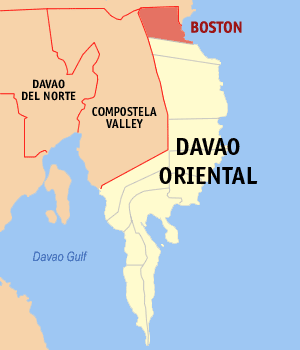
Bản đồ của Davao Oriental với vị trí của Boston

Boston là một đô thị hạng 4 ở tỉnh Davao Oriental, Philippines. Theo điều tra dân số năm 2000, đô thị này có dân số 10.266 người trong 1.885 hộ.

## Các đơn vị hành chính
Boston được chia thành 8 barangay.
- Cabasagan
- Caatihan
- Cawayanan
- Poblacion
- San Jose
- Sibajay
- Carmen
- Simulao